# ديماركوس غرينغر
ديماركوس غرينغر (بالإنجليزية: DeMarcus Granger)‏ هو لاعب كرة قدم أمريكية أمريكي، ولد في 4 سبتمبر 1986 في دالاس في الولايات المتحدة.